# Hrabstwo Wilkinson (Missisipi)
Hrabstwo Wilkinson (ang. Wilkinson County) – hrabstwo w stanie Missisipi w Stanach Zjednoczonych. Obszar całkowity hrabstwa obejmuje powierzchnię 687,66 mil² (1781,03 km²). Według szacunków United States Census Bureau w roku 2009 miało 10 143 mieszkańców.
Hrabstwo powstało w 1802 roku.

## Miejscowości

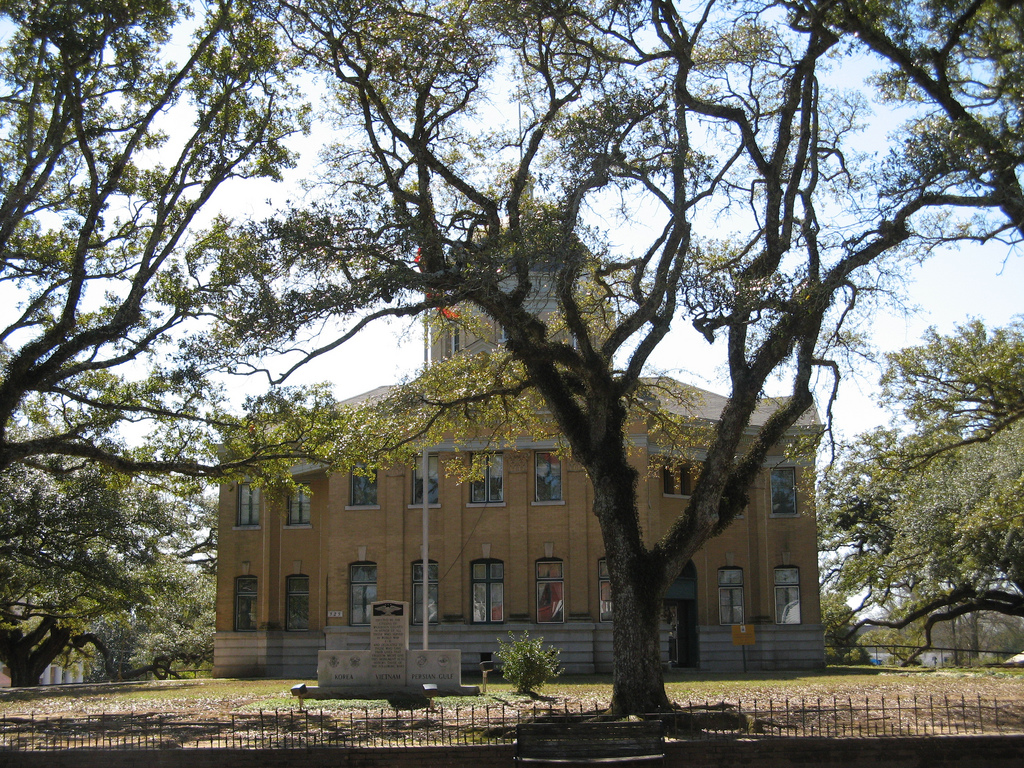
Budynek administracji hrabstwa (courthouse) w Woodville

- Crosby
- Woodville[4]

| Populacja hrabstwa w poprzednich latach | Populacja hrabstwa w poprzednich latach |
| Rok                                     | Liczba ludności                         |
| --------------------------------------- | --------------------------------------- |
| 1980                                    | 10 008                                  |
| 1990                                    | 9678                                    |
| 2000                                    | 10 312                                  |
| 2005                                    | 10 269                                  |